# ザ☆ネットスター!
『ザ☆ネットスター!』（ザ ネットスター）は、NHK衛星第2テレビジョン（BS2）で2008年4月から2010年2月まで原則月1回レギュラー放送されたバラエティ番組である。略称・愛称は「ねとすた」である。レギュラー放送が開始される前の2007年11月27日に、「NHK番組たまご・トライアル2007」企画として放送された。

## 内容
インターネット上で活躍する人々やコンテンツを「ネットスター」と称し、スタジオの卓上に並べられた名前が書かれたカードを取ったものから紹介する。
「インターネットで話題になっているコンテンツを特集する」という番組の性質上、2ちゃんねる、ニコニコ動画、YouTube、番組後期にはTwitterなど、大規模な数のユーザーを持つサイトで話題になったものが多く取り上げられた。また、番組のそこかしこにパロディも散見された。
2010年2月6日に放送を終了した。その後の同年3月7日に、当番組と『アニメギガ』『マンガノゲンバ』を統合し、取り扱う対象を漫画・アニメ・ゲームにも拡大した後継番組『MAG・ネットβ』が放送され、同年4月4日から2013年3月1日まで『MAG・ネット』として3年間レギュラー放送された。
雑記
- オープニングタイトルには、出演者をキャラクター化したギャルゲー風のイラストと楽曲[注 5]が流れた[注 6]。「番組たまご」及び第1期でのイラストは闇野ケンジ、第2期でのイラストは風上旬が担当した。いわゆる「衝撃が走るシーン」のイラストは、第2回から季節（放送月）を意識したものに変更された[注 7]。
- （手作りの）ルーレットでカードを選ぶ場面では、okamaがキャラクターデザインを担当した「セレクたん[注 8]」なるキャラクターが使用された。
- スタジオのセットは「番組たまご」時から一貫して『涼宮ハルヒの憂鬱』のSOS団部室風になっていた[注 9]。

## 放送時間
いずれも放送日時は日本標準時（JST）、放送地域は日本全域である。
パイロット版（番組たまご）（BS2）
- 本放送
  - 2007年11月27日 22時30分 - 23時10分
- 再放送
  - 2007年12月7日 17時20分 - 18時
  - 2007年12月16日 8時 - 8時40分

レギュラー放送（BS2）
- 通常編成
  - 2008年4月4日 - ：毎月第1金曜 24時 - 24時40分（翌土曜 0時 - 0時40分）[注 10]
- 特別編成
  - 総集編1：2008年8月23日 18時 - 18時55分
  - 第7回[注 11]：2008年11月8日 0時 - 0時45分（7日深夜）
  - 第8回[注 11]：2008年12月6日 0時 - 0時45分（5日深夜）
  - 第9回[注 12]：2009年1月8日 0時 - 0時40分（7日深夜）
  - 総集編2：2009年3月18日 23:50 - 0時40分
  - 第12回：2009年5月2日 0時30分 - 1時10分（1日深夜）
  - 総集編3[注 13]：2009年8月10日 0時20分 - 1時10分（9日深夜）
  - 第19回[注 12][注 14]：2010年1月9日 0時 - 0時50分（8日深夜）

再放送

## 出演者

### レギュラー
- 立川談笑（司会）
- 喜屋武ちあき（司会）
- 柚木涼香（天の声）
- 関智一（ナレーター）
- 白石稔[注 19]（リポーター、第11回 - ）

### ゲスト
パイロット
- 時東ぁみ
- 岡田有花

第1回
- 金田朋子
- 白田秀彰
- ドアラ

第2回
- 乾曜子
- 東浩紀

第3回
- 野中藍
- 東浩紀
- 事務員G

第4回
- 金田朋子
- 岡田有花

総集編1
- 小山力也

第5回
- 桃井はるこ
- 白田秀彰
- ほんこーん[注 20]

第6回
- 加藤英美里
- 東浩紀

第7回
- 東浩紀
- 岡田有花
- 白田秀彰
- 林和弘[注 21]
- 白石涼子
- 金田朋子
- 白石稔[注 22]

第8回
- 松来未祐
- 白石稔
- 岡田有花
- 白田秀彰
- 金田朋子
- 東浩紀

第9回
- 後藤沙緒里
- 東浩紀

第10回
- 時東ぁみ
- 白田秀彰
- 林和弘

総集編2
- 白石稔
- くちぶえ村の村長

第11回
- 桃井はるこ
- 野尻抱介
- 笹尾和宏

第12回
- 戸松遥
- 黒瀬陽平

第13回
- 小清水亜美
- 東浩紀
- ガルシア・ルイス
- マリアーノ・ペレス
- パトリシア・トルヒヨ

第14回
- 今野宏美
- 濱野智史
- 長島☆自演乙☆雄一郎
- 金田朋子
- 水木一郎[注 23]

総集編3
- 金田朋子

第15回
- 新谷良子
- 岡田有花

第16回
- 白田秀彰
- 桃井はるこ
- ドミニク・チェン[注 24]

第17回
- 井上喜久子
- 野尻抱介
- 森岡澄夫・美月
- 石井亮

第18回
- 真田アサミ
- 東浩紀

第19回
- 門脇舞以
- 東浩紀
- 吉田博高[注 25]
- 金田朋子

第20回
- 東浩紀
- 野尻抱介
- 岡田有花
- 金田朋子
- 桃井はるこ
- 白田秀彰（VTR出演）

## テーマ曲
オープニングとエンディングの歌手名は番組中では明記されていなかった。作曲者としてクレジットされたcreazumaは自身のブログ上で、使用された楽曲に音声合成ソフトウェア初音ミクを使用したことを明かした。
オープニングテーマ
- 第1期（パイロット版 - 総集編2）：『ムゲンノホシゾラ』（作詞・作曲：creazuma）
- 第2期（第11回 - ）：『おねがいshining☆star』（作詞・作曲：OSTER project）
両曲とも2009年4月3日にiTunes Storeおよび着うたサイトにて配信された[注 33]。また、2009年7月11日・12日に行われた「NHK WONDER LAND 2009」において、ほんこーんによる『ムゲンノホシゾラ』、プリコによる『おねがいshining☆star』及び後述の水木一郎による『夢の続き』が収録されたCDが発売された。

エンディングテーマ
- 第1期（パイロット版 - 総集編2）：『あなたの歌姫[注 34]』（作詞・作曲：creazuma）
- 第2期（第11、12回）：『おやすみのうた[注 34]』（作詞・作曲：OSTER project）
- 第2期（第13回 - ）：『夢の続き』（作詞・作曲：白石稔、編曲：シンP）

## 公式サイト上のコンテンツ
ネットコンテンツを扱う番組だけに、公式サイト上でのコンテンツも拡充させた。番組公式サイトでは視聴者からの口コミ情報を募集するほか、番組の名場面や未公開シーンを編集した動画を公開した。
また番組製作を担当したNHKエンタープライズによる「ねとすた☆あねっくす」では、番組収録終了後の出演者の反省会やインタビューの動画を配信したほか、2008年6月からはスピンアウト企画として以下の企画を配信した。なお2008年は自社サーバでの動画配信を行っていたが、2009年の「ねとすたシリアス」からYouTubeに番組公式チャンネルを開設、それを使って配信を行った。2010年からは一部の動画コンテンツが富士ソフトが運営するWii用動画配信サービス「みんなのシアターWii」で配信されるほか、番組終了後も「あねっくす」独自でコンテンツ展開を続けファンペーパーなどの各種グッズの販売などを予定するとした。

### ケータイミニノベル ねとすた☆side-B〜すでにそこにある光〜
携帯公式サイトで配信されるノベルゲームであり、2008年8月末から「あねっくす」でも配信を開始した。イラストを闇野ケンジ、シナリオをカキヲが担当した。

### 金田朋子の日本語でおk
金田朋子司会のトーク番組である。ただし配信決定時点で何も決まっていないというNHKらしからぬ前代未聞の見切り発車企画であった。タイトルコールも番組第1回目に収録するなど、その場の勢いで突き進むある種の潔さが持ち味であった。2009年3月で一旦終了し、2009年11月より「帰ってきた金田朋子の日本語でおk」と改題して再開した。
配信期間
- 第1期：2008年6月 - 2009年3月
- 帰ってきた〜：2009年11月 -

出演者
- 司会
  - 金田朋子[注 37]
- ゲスト
  - 第1回：喜屋武ちあき、今野宏美、白田秀彰
  - 第2回：喜屋武ちあき、白石稔、白田秀彰
  - 第3回：喜屋武ちあき、平井善之（アメリカザリガニ）、白田秀彰
  - 第4回：喜屋武ちあき、白石稔、白田秀彰
  - 第5回：立川談笑
  - 第6回[注 38]：喜屋武ちあき、白石稔、白田秀彰
  - 第7回：白石稔、今野宏美
  - 第8回：白石稔
  - 第9回：喜屋武ちあき、白石稔、時東ぁみ
  - 帰ってきた第1回：白石稔、今野宏美

### 柚木涼香と東浩紀の、動物化してもいいですか?（はあと）[注 39]
「天の声」こと柚木涼香とコメンテーターの東浩紀による番組である。裏事情や没ネタなど、番組本編の裏の内容や、視聴者からの人生相談などを取り上げる。
配信期間
- 第1期：2008年6月 - 2009年3月
- AFTER STORY：2009年12月 -

出演者
- 司会：柚木涼香、東浩紀
- ゲスト：喜屋武ちあき（第8回）

### ねとすたシリアス
番組本編ではなかなかできないネットの最先端に関する真剣な議論を配信する討論番組である。
配信期間
2009年4月 -
出演者
- 第1回：立川談笑、白田秀彰、濱野智史、黒瀬陽平
- 第2回：立川談笑、東浩紀、濱野智史、黒瀬陽平
- 特別編 - 民主主義2.0：東浩紀、宇野常寛、濱野智史、藤村龍至
「ねとすたまつり2009」の一環として開催され、Ustreamを使ってライブ配信された。

### セレクたんランド
番組マスコットキャラクター「セレクたん」に関する情報ページである。セレクたんやその仲間に関する情報やミニゲームの配信を予定した。

## その他
- 番組公式サイトトップページに2009年3月下旬から、第2期開始という意味合いと公式サイトでも紹介したいということから「やる夫」のアスキーアートを掲載した。NHKらしからぬ行為に2ちゃんねるを中心に話題となった[3]。しかし一部で「2ちゃんねるからの引用である」と表記されていないのは問題ではないかと指摘を受け、4月2日に「著作者がわからないが、不適切な利用だった」として削除した。このことは読売新聞[4]や朝日新聞[5]に取り上げられるまでに至った。
- 2008年7月23日配信のトロ・ステーションにて番組内容と立川、喜屋武、金田らの動画メッセージと柚木の天の声が画像付きで紹介された。なお、番組セットで収録された形になっていた。